# Liste der Bezirke und Stadtteile Reinbeks
Das Gebiet der Stadt Reinbek gliedert sich in 6 statistische Bezirke und 22 Stadtteile.
Nach dem Stand vom 31. Dezember 2024 hatte Reinbek insgesamt 28.616 Einwohner, die sich wie folgt verteilten:
- Bezirk: Nennt den statistischen Bezirk.
- Schlüsselnummer: Nennt die Schlüsselnummer(n) des Bezirks.
- Fläche: Gibt die Gesamtfläche des Bezirks in Quadratkilometern an.
- Einwohner: Gibt die Gesamtbevölkerungszahl des Bezirks an (Stand: 31. Dezember 2024).

| Bezirk            | Schlüssel- nummer | Fläche (km²) | Einwohner |
| ----------------- | ----------------- | ------------ | --------- |
| Alt-Reinbek       | 11–12             | ?            | 15359     |
| Ihnenpark         | 20                | ?            | 949       |
| Schönningstedt    | 30                | ?            | 1963      |
| Neuschönningstedt | 40                | ?            | 8104      |
| Ohe               | 50                | ?            | 1363      |
| Krabbenkamp       | 60                | ?            | 878       |

- Stadtteil: Nennt den Stadtteil.
- Schlüsselnummer: Nennt die Schlüsselnummer(n) des Stadtteils.
- Fläche: Gibt die Gesamtfläche des Stadtteils in Quadratkilometern an.
- Einwohner: Gibt die Gesamtbevölkerungszahl des Stadtteils an (Stand: 31. Dezember 2024).

| Stadtteil                                 | Schlüssel- nummer | Fläche (km²) | Einwohner |
| ----------------------------------------- | ----------------- | ------------ | --------- |
| Hinschendorf                              | 111               | ?            | 2064      |
| St. Adolfstift / Loddenallee              | 112               | ?            | 177       |
| Wildenhof/Böhmekoppel                     | 113               | ?            | 1798      |
| Klosterbergen                             | 114               | ?            | 3262      |
| Märchensiedlung / Gergenbusch / Am Kolk   | 115               | ?            | 670       |
| Gewerbegebiet Reinbek/Glinde/Haidland     | 116/302           | ?            | 168       |
| Kleingewerbegebiet                        | 117               | ?            | 221       |
| Stadtmitte                                | 121               | ?            | 907       |
| Ziegelkamp/Bahnsenallee                   | 122               | ?            | 404       |
| nördliche Stadtmitte westlich Schulstraße | 123               | ?            | 418       |
| nördliche Stadtmitte östlich Schulstraße  | 124               | ?            | 1144      |
| Waldstraße/Kückallee/Goetheallee          | 125               | ?            | 1159      |
| Soltaus Koppel/Schulzentrum               | 126               | ?            | 671       |
| Prahlsdorf/Cronsberg                      | 127               | ?            | 2296      |
| Ihnenpark                                 | 20                | ?            | 949       |
| Schönningstedt                            | 30                | ?            | 1963      |
| Neuschönningstedt-Süd                     | 401               | ?            | 3727      |
| Neuschönningstedt-Nord                    | 402               | ?            | 4132      |
| Langeloher Weg / Büchsenschinken          | 403–404           | ?            | 245       |
| Ohe/Schönau                               | 501               | ?            | 1188      |
| Burgstall/Sachsenwaldau/Bornbruch         | 502–503           | ?            | 175       |
| Krabbenkamp                               | 60                | ?            | 878       |